# Italo Schiavi
Italo Schiavi (Colli del Tronto, 26 maggio 1959) è un dirigente sportivo, allenatore di calcio ed ex calciatore italiano, di ruolo centrocampista.

## Carriera

### Giocatore
Dopo una prima parte della carriera trascorsa interamente nelle file della Sambenedettese (4 campionati di Serie B e uno di Serie C1), nell'autunno 1982 viene acquistato dall'Avellino, con cui esordisce in Serie A il 31 ottobre 1982 in occasione del pareggio interno contro la Juventus.
Con gli irpini disputa due campionati da titolare in massima serie, realizzando, in occasione della sconfitta esterna contro il Torino del 19 febbraio 1984, quella che resterà la sua unica rete in A.
Nel 1984 si trasferisce all'Ascoli, con cui disputa 29 dei 30 incontri del campionato di Serie A 1984-1985, chiuso con la retrocessione dei bianconeri.
Nel 1985 viene acquistato dalla Lazio, ma essendogli stata riscontrata una disfunzione cardiaca durante le visite mediche di rito, la società romana annullò il tesseramento e Schiavi tornò all'Ascoli, senza scendere più in campo.
Dopo alcuni anni di inattività, e dopo essere ripartito dai Dilettanti, torna alla Samb per disputare la Serie C1 nella stagione 1989-1990, e l'anno successivo si riaffaccia fra i cadetti con la maglia del Messina (33 presenze nella stagione 1990-1991), per poi attraversare lo stretto e chiudere la carriera alla Reggina in Serie C1.
In carriera ha totalizzato complessivamente 76 presenze ed una rete in Serie A e 81 presenze e 4 reti in Serie B.

### Allenatore
Conclusa l'attività agonistica, intraprende quella di allenatore, sedendo sulla panchina della Sambenedettese nel febbraio 2002 assieme a Stefano Colantuono ancora privo di patentino. Il duo dura però solo fino al termine della stagione, quando gli viene preferito Gabriele Matricciani e Schiavi viene dirottato nel ruolo di responsabile dell'area tecnica.

### Dirigente sportivo
Segue un'esperienza come osservatore del Napoli fino al 2006 quando, con il cambio di dirigenza della Sambenedettese, viene richiamato dai rossoblu con l'offerta di un ruolo da direttore sportivo. Nel 2012n è responsabile delle giovanili dell'Ancona, nel 2013 è vice allenatore della U16 della LND.  Nel 2019 è team manager, nel 2020 è nell'area scouting e nel 2023 è dirigente delle giovanili della Sambenedettese

## Palmarès

### Giocatore
- Campionato italiano Serie C: 1

Sambenedettese: 1980-1981